# Wilhelm Haferkamp
Wilhelm Haferkamp, född 1 juli 1923 i Duisburg, död 17 januari 1995 i Bryssel, var en tysk politiker (SPD). Han var EU-kommissionär 1967-1985 och Europeiska kommissionens vice ordförande 1970-1985. I kommissionen Rey (1967-1970) ansvarade han för energifrågor, i kommissionerna Malfatti (1970-1972) och Mansholt (1972-1973) för inre marknaden, i kommissionen Ortoli (1973-1977) för ekonomiska och monetära frågor samt i kommissionerna Jenkins (1977-1981) och Thorn (1981-1985) för yttre förbindelser. Han var även ledamot av Nordrhein-Westfalens landtag.